# Дон Карлос (филм)
Вижте пояснителната страница за други значения на Дон Карлос.
„Дон Карлос“ е български игрален филм от 1989 година на режисьора Христо Христов.